# Tim Salmon
Timothy James Salmon (né le 24 août 1968 à Long Beach, Californie, États-Unis) est un ancien voltigeur de droite et frappeur désigné des Ligues majeures de baseball qui a joué toute sa carrière avec la franchise des Angels d'Anaheim, de 1992 à 2006.

## Carrière
Surnommé King Fish ou Mr. Angel, Tim Salmon est considéré comme un des meilleurs joueurs de l'histoire des Angels.
Il fait ses débuts en août 1992 et joue une première saison complète en 1993, où il est nommé recrue de l'année dans la Ligue américaine. Il frappe pour ,283 cette année-là, cogne 31 coups de circuits et produit 95 points.
Il connaît ses meilleures années entre 1995 et 2000, à l'exception de la saison 1999 où il rate presque la moitié de la campagne.
Sa moyenne au bâton de ,330 en 1995 le place 3e à ce chapitre dans la Ligue américaine. Il produit 105 points en 1995, 98 en 1996 puis 129 en 1997. Il dépasse les 100 points marqués à deux reprises, en 1995 et 2000, et totalise plus de 100 coups sûrs au cours de 10 saisons.
Tim Salmon a remporté un Bâton d'argent en 1995, a été nommé joueur ayant effectué le plus beau retour en 2002, et remporté la Série mondiale la même année, permettant aux Angels de savourer le premier titre de leur histoire. Au cours des sept matchs de la finale contre San Francisco, il frappa dans une moyenne de ,346 et produisit 5 points. Il cogna deux circuits dans le deuxième affrontement de la série, dont celui donnant la victoire aux Angels en 8e manche.
Fait étonnant pour un joueur de cette qualité, Tim Salmon ne participa jamais au match des étoiles de la ligue majeure de baseball. Il est le joueur ayant frappé le plus grand nombre de circuits en carrière (299) parmi tous ceux n'ayant pas été invité à cette classique annuelle. Rogers Hornsby a cogné 301 circuits en carrière sans être choisi non plus, mais la majorité de sa carrière s'est déroulée avant 1933, année où le match des étoiles fut organisé pour la première fois.
Salmon a joué 14 saisons entre 1993 et 2006 (il fut absent du jeu en 2005), se retirant avec 1674 coups sûrs, 986 points marqués, 299 circuits, 1016 points produits et une moyenne au bâton de ,282 en 1672 parties jouées. Admissible pour la première fois en 2012 à l'élection au Temple de la renommée du baseball, il ne reçoit que cinq voix, un nombre insuffisant pour être soumis au vote les années suivantes.

## Vie personnelle
Salmon est le cousin de l'actrice Holly Hunter.